# Antonio Urdinarán
Antonio Urdinarán (Montevidéu, 30 de outubro de 1898 - 8 de junho de 1961) foi um futebolista uruguaio.

## Carreira
Foi um dos maiores defensores durante o amadorismo em seu país, que desempenhava uma posição protagônica no futebol de então. Era chamado de El vasco e era o irmão mais velho de Santos Urdinarán. Começou no Defensor Sporting e foi para o Nacional em 1917. Com o Nacional ganhou os campeonatos uruguaios de 1917, 1919, 1920, 1922, 1923 e 1924. Assim ganhou a Copa Competencia dos anos 1919, 1921 e 1923.

### Seleção Uruguaia
Pela Celeste olímpica foram 17 partidas e 2 gols entre 1916 e 1922, vencendo os campeonatos sul-americanos (atual Copa América) em 1916  (sem jogar), 1917 e 1920 e ganhando a medalha de ouro nos Jogos Olímpicos de 1924 (sem jogar).